# District de Sargodha
Le district de Sargodha (en ourdou : ضِلع سرگودها) est une subdivision administrative du nord de la province du Pendjab au Pakistan. Constitué autour de sa capitale, Sargodha, qui est par ailleurs l'une des plus importantes villes du pays, le district est entouré par le district de Jhelum au nord, de Mandi Bahauddin et Hafizabad à l'est, Chiniot et Jhang au sud, et enfin Khushab à l'ouest.
Le district est	situé dans le nord relativement industrialisé et urbanisé du nord de la province du Pendjab, et sa population de près de quatre millions d'habitants parle très majoritairement pendjabi. C'est également un fief politique de la Ligue musulmane du Pakistan (N), ainsi qu'un espace stratégique pour l'armée pakistanaise qui dispose d'une base aérienne.

## Démographie
Lors du recensement de 1998, la population du district a été évaluée à 2 665 979 personnes, dont environ 28 % d'urbains. Le taux d'alphabétisation était de 46 % environ, dont 59 pour les hommes et 33 pour les femmes.
Le recensement suivant mené en 2017 pointe une population de 3 703 588 habitants, soit une croissance annuelle de 1,74 %, inférieure aux moyennes provinciale et nationale de 2,13 % et 2,4 % respectivement. L'urbanisation reste quasiment inchangée, à 29 %.
Avec 659 862 habitants en 2017, la capitale Sargodha est la septième plus importante de la province du Pendjab et la douzième au niveau national.
La langue la plus parlée du district est le pendjabi. Très majoritairement musulman à 95 %, le district compte des minorités religieuses significatives, soit 2,5 % d'hindous et 2,3 % de chrétiens ainsi que quelques petits groupes de sikhs en 1998.

## Administration
Le district est divisé en sept tehsils (Bhera, Bhalwal, Kot Momin, Sahiwal, Sargodha, Shahpur et Silanwali) et 161 Union Councils. Onze villes dépassent les 19 000 habitants, et la plus importante est de loin la capitale Sargodha, qui regroupait à elle seule près de 18 % de la population totale du district en 2017. Ces onze villes regroupent quant-à elles près de 95 % de la population urbaine, selon le recensement de 2017.
Avant la réforme territoriale de 2000 et de nouveau depuis 2008, le district de Sargodha était au centre de la « division de Sargodha », bien plus vaste, puisqu'elle comprend également les actuels district de Khushab, de Mianwali, et de Bhakkar.

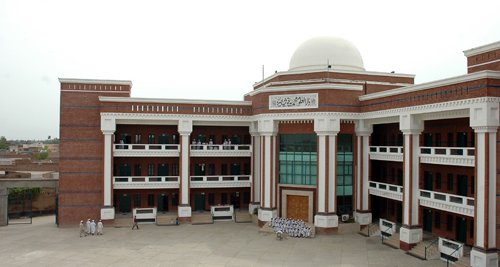
Institution islamique à Bhera.

| Ville      | Population (rec. 2017) |
| ---------- | ---------------------- |
| Sargodha   | 659 862                |
| Bhalwal    | 100 135                |
| Kot Momin  | 51 021                 |
| Sahiwal    | 48 453                 |
| Bhera      | 40 453                 |
| Sillanwali | 37 776                 |
| Jhawrian   | 33 605                 |
| Farooqa    | 27 929                 |
| Phularwan  | 22 184                 |
| Shahpur    | 20 431                 |
| Miani      | 19 696                 |

## Politique
De 2002 à 2018, le district est représenté par les onze circonscriptions no 28 à 38 à l'Assemblée provinciale du Pendjab. Lors des élections législatives de 2008, elles sont remportées par quatre candidats de la Ligue musulmane du Pakistan (N), trois du Parti du peuple pakistanais (PPP), deux de la Ligue musulmane du Pakistan (Q) et deux indépendants, et durant les élections législatives de 2013 elles ont été remportées par huit candidats de la Ligue (N), un de la Ligue (Q) et deux indépendants. À l'Assemblée nationale, il est représenté par les cinq circonscriptions no 64 à 68. Lors des élections de 2008, elles ont été remportées par deux candidats de la Ligue (Q), deux du PPP et un de la Ligue (N), et durant les législatives de 2013 elles sont toutes remportées par des candidats de la Ligue (N).
Avec le redécoupage électoral de 2018, Sargodha est représenté par les cinq circonscriptions no 88 à 92 à l'Assemblée nationale et par les dix circonscriptions no 72 à 81 à l'Assemblée provinciale. Lors des élections de 2018, elles sont remportées par dix candidats de la Ligue (N) et cinq du Mouvement du Pakistan pour la justice.
| Parti                                        | Voix (national) | %       | Élus nationaux | Élus provinciaux |
| -------------------------------------------- | --------------- | ------- | -------------- | ---------------- |
| Ligue musulmane du Pakistan (N)              | 548 550         | 43,06 % | 5              | 5                |
| Mouvement du Pakistan pour la justice        | 492 242         | 38,64 % | 0              | 5                |
| Parti du peuple pakistanais                  | 78 373          | 6,15 %  | 0              | 0                |
| Autres partis                                | 59 477          | 4,67 %  | 0              | 0                |
| Indépendants                                 | 95 347          | 7,48 %  | 0              | 0                |
| Total exprimés                               | 1 273 989       | 100 %   | 5              | 10               |
| Source : Commission électorale du Pakistan,. |                 |         |                |                  |